# Rossomyrmex quandratinodum
Rossomyrmex quandratinodum  (лат.) — вид мелких по размеру муравьёв-рабовладельцев из подсемейства Formicinae (Formicidae).

## Распространение
Юго-восточный Казахстан (Чарынский каньон) и северо-западный Китай (Синьцзян-Уйгурский автономный район, Урумчи).

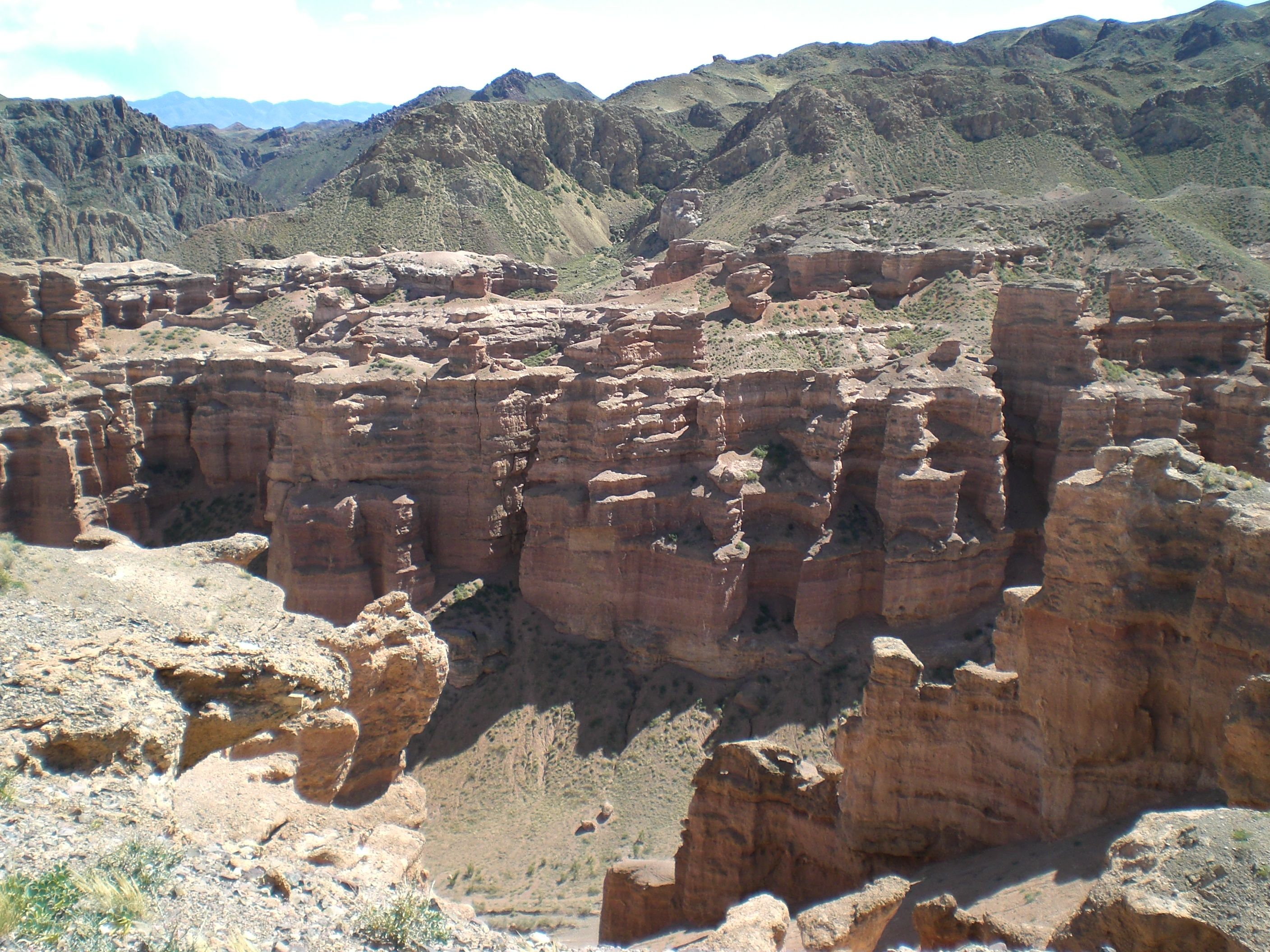
Чарынский каньон, где найдена одна из популяций вида.

## Описание
Размеры рабочих около 4 мм. Длина головы 1,4 мм. Петиоль субквадратный, голова почти прямоугольная, с небольшой выемкой на затылочном краю. Единственный двуцветный вид рода: голова и грудь рыжеватые, а брюшко — чёрное. Рабовладельцы, использующие в качестве рабов муравьёв из рода Proformica.